# 田村宗良
田村 宗良（たむら むねよし）は、江戸時代前期の外様大名。陸奥国岩沼藩の初代藩主。田村家27代当主。官位は従五位下・右京亮、隠岐守。

## 生涯
寛永14年（1637年）4月19日、陸奥国仙台藩の第2代藩主・伊達忠宗の三男として誕生した。幼名は亀千代。
寛永16年（1639年）、父の命で1,500石の仙台藩の重臣・鈴木元信の家系である鈴木家の名跡を継ぎ、志田郡大崎を治めた。鈴木宗良と称した。
承応2年（1654年）5月、田村氏出身である祖母・陽徳院の遺言により、家名を再興し、田村姓を名乗った。栗原郡岩ヶ崎に1万石を与えられる。
万治3年（1660年）、仙台藩主に幼少の伊達綱村が就くと、伊達宗勝と共に綱村の後見となった。また、綱村より2万石加増され、同年12月に従五位下、右京亮に叙任された。寛文2年（1662年）、名取郡岩沼に転封され、内分分知大名として岩沼藩の初代藩主となった。
和歌や書をなし、人柄は温和であり人望を集めたが、気弱な一面もあったため才気活発な宗勝による専横を許すことになった。寛文10年（1670年）に隠岐守に叙任される。
寛文11年（1671年）、伊達騒動（寛文事件）に際して指導的役割を果たすことが出来ず、江戸幕府の命令によって連座処分により閉門に処された。寛文12年（1672年）に罪を許された。
延宝6年（1678年）3月26日、江戸で死去した。42歳。法号は瑞雲院。

## 系譜
父母
- 父：伊達忠宗
- 母：ふさ（祥雲院） - 三田村又右衛門の娘、側室
- 養父：鈴木重信
- 田村清顕（養父）[要出典]

正室
- 糸（貞岩院） - 山口重如（内記）の娘[4][5]

子女
- 田村松之助（長男） 早世。生母は貞岩院
- 田村建顕（次男） 生母は貞岩院
- 田村顕寛（三男）
- 田村顕始（四男）
- 田村顕普（五男）
- 田村宗常（六男）
- 永井直種正室
- 娘